# 佩勒姆 (新罕布什爾州)
佩勒姆（英語：Pelham）是一個位於美國新罕布什爾州希爾斯波羅縣的鎮。

## 人口
根據2020年美國人口普查的數據，佩勒姆的面積為69.60平方千米，當中陸地面積為68.20平方千米，而水域面積為1.40平方千米。當地共有人口14222人，而人口密度為每平方千米204人。